# سفارة جورجيا في بولندا
سفارة جورجيا في بولندا هي أرفع تمثيل دبلوماسي لدولة جورجيا لدى بولندا. تقع السفارة في وهي تهدف لتعزيز المصالح الجورجية في بولندا.

## وصلات خارجية
- الموقع الرسمي
- قائمة سفارات جورجيا
- قائمة السفارات في بولندا